# (19424) Andrewsong
(19424) Andrewsong (1998 FH61) – planetoida z pasa głównego asteroid okrążająca Słońce w ciągu 4,02 lat w średniej odległości 2,53 j.a. Odkryta 20 marca 1998 roku.